# 上升号飞船
上升号飞船（羅馬化：Voskhod）是苏联为上升计划而设计制造的一型载人飞船。该飞船是东方号飞船的发展继承和衍生产品。上升号飞船可搭载2~3名航天员，其中上升1号被设计用于三人飞行，而上升2号则载有两人。
飞船由可容纳宇航员和仪器的球形返回舱（直径2.3（7.5英尺））和包含推进剂和发动机系统的圆锥形设备舱（质量2.27公噸或5,000英磅，长2.25米（7.4英尺），高2.43米（8.0英尺））所组成。自1967年起，上升号飞船被下一代的联盟号飞船所取代。

## 设计
上升号飞船本质上基于东方号飞船，并以此为基础加以些许设计改进而成。其形状和尺寸在大体上均近似于东方号。与后者相比，上升号在返回舱顶部添加了一个备用固体燃料反推火箭。而座舱内的弹射座椅则被拆除以腾出更多空间，并在内部添加了两到三个航天员座位，与东方号的座椅位差呈90°角。上升号故而不具备逃生保障能力，这意味着在发射或着陆过程中发生紧急情况时，航天员将无法直接通过飞船进行逃生。
由于空间不足，上升1号的三名航天员乘组在任务中均未穿着宇航服。与之相反，上升2号的两名宇航员因需要进行出舱活动，在执行任务的过程中皆着宇航服行动，以便宇航员阿列克谢·列昂诺夫能够进出飞船。由于飞船的电气和生命保障系统是风冷式设计，而对返回舱全舱进行减压将会导致过热，故上升2号在上升1号的基础上还增设了1个折叠式气闸舱。该气闸舱重250（550磅），直径70 cm（28英寸），折叠状态下高77 cm（30英寸），在轨展开部署后长2.5米（8.2英尺），内径1米（3英尺3英寸），外径1.2米（3.9英尺）。当出舱航天员在气闸舱外进行作业时，位于舱内的第二名航天员也同时穿着宇航服，以防止返回舱因意外导致减压。气闸室在任务完成之后于飞船再入前被抛弃。
弹射座椅的取消意味着上升号飞船的乘组在返回过程中将直接乘坐返回舱着陆地球，这与东方号飞船将再入大气层的返回舱和伞降着陆的弹射座椅进行分离的设计所不同。上升号飞船的着陆系统也因此被重新设计，新设计在降落伞绳缆上增设了小型固体燃料火箭。其在返回舱接近地面时点火，以最大程度地减缓着陆时的冲击。
上升号还在返回舱的顶部新设置了一个备用的固体燃料反推火箭，以防止主反推火箭发生故障时飞船无法返回。该设计在东方号上并不存在且缺乏必要性。由于后者的运行轨道足够低，即便反推火箭有故，飞船的运行轨道也将在十天之内降低至足以再入返回，这期间船上有足够的物资来保障宇航员的生存需要。由于配备Blok E的R-7火箭的缺乏足够运力将配有备用反推火箭的上升号飞船送入轨道，而上升号的重量又远低于配备更大的Blok I的R-7火箭所能达到的最大运力，因此上升号的运行轨道相当之高，在没有反推火箭的情况下，十天之内不会再入。
上升号飞船使用11A57运载火箭，其本质上属于闪电8K78L火箭的改型，但为了达到近地轨道的中等运力而去除Blok L级，该型火箭在后来演变成了联盟号计划的运载火箭。
上升号在外观上最为明显的特点之一便是缺乏发射逃生系统。这意味着火箭在发射过程的前2.5分钟之内一旦发生任何较大故障，舱内的飞行乘组将无法幸存（返回舱可以在整流罩被抛离之后从火箭分离）。尽管逃逸塔的研制工作已于1962年开始，但此时尚未准备就绪，而R-7火箭的成功率到1964年有所提高（虽然仍不完美），因此工程师和宇航员只能期望火箭在发射过程中正常工作。

## 型号参数
| 参数             | 上升3KV（1964） | 上升3KD（1965）                                                                                          |
| ---------------- | --- | --- |
| 备注             | 为容纳三名航天员而基于东方号改进而来的飞船。 该型号进行了2次飞行，其中一次发射于1964年10月6日（即宇宙47号），另一次则为1964年10月12日（即上升1号）。                                                 | 该型号进行过2次飞行，其中一次发射于1965年2月22日（即宇宙57号），另一次则是在1965年3月18日（即上升2号）。 |
| 基本参数         | | |
| 乘组人数         | 3人（不着航天服） | 2人 |
| 最大在轨时长     | 14天 | |
| 全长             | 5米 | |
| 最大直径         | 2.4米 | |
| 总重量           | 5682千克 | |
| 燃料质量         | 362 kg | 397 kg                                                                                                   |
| 主发动机推力     | 15.83 kN | 15.83 kN                                                                                                 |
| 主发动机燃料     | 一氧化二氮/胺 | 一氧化二氮/胺                                                                                            |
| 主发动机比冲     | | 266 秒 (2.61 kN·s/kg)                                                                                    |
| 主发动机燃烧时间 | | 60秒（一般反推点火时间为42秒）                                                                           |
| 航天器总速度差   | 215 m/s | 155 m/s                                                                                                  |
| 能源             | 电池、共24.0 kW，平均0.20千瓦 | 电池、共24.0 kW-h，平均0.20千瓦                                                                          |
| 返回舱           | | |
| 直径             | 2.3米 | 2.3米 |
| 总质量           | 2900 千克 | 2900 千克                                                                                                |
| 热盾质量         | | 837 千克                                                                                                 |
| 回收装置质量     | | 151 千克                                                                                                 |
| 弹道再入加速度   | | 8 g (78 米/s²)                                                                                           |
| 高度控制         | 无 | |
| 舱内环境         | 1个大气压下的氧气+氮气 | |
| 控制系统         | 与东方3KA相同 | |
| 导航指示器       | 上升号航天器“格洛布斯”IMP导航仪器 | |
| 降落系统         | 球体进行弹道再入，防护罩侧面利用重心位于球体中心后方的优势寻找正确的方向。 | |
| 降落伞           | 单个，同时配备悬挂式制动火箭装置，可实现软着陆。航天员乘组全程留在舱内。 | 于距离地面约2.5公里的高度时展开，航天员乘组乘坐返回舱着陆。着陆前由反推火箭提供缓冲。                    |
| 设备舱           | | |
| 长度             | 2.3米 | 2.25米                                                                                                   |
| 直径             | | 2.43米                                                                                                   |
| 总质量           | 2300 千克 | 2300 千克                                                                                                |
| 燃料质量         | 275 千克 | |
| 反应控制系统     | - 推进器：不适用 - 推进器压力：59 PSI（4巴） - 推进剂介质：2200 PSI（150巴）冷气（氮气） - 推进剂贮存：20公斤，贮存在12个压力瓶中（5+5+2，分别为第一组、第二组和备用） - 比冲：不适用 - 总冲：不适用 | |
| RCS燃料          | | - 类型：冷气体（氮气） - 质量：20 千克                                                                   |
| 反推火箭         | - 推力：15.83kN - 推进剂：一氧化二氮/胺 - 比冲：266秒 - 速度增量：155米/秒 | |
| 着陆反推火箭     | | |
| 长度             | 0.6米 | 0.6米 |
| 最大直径         | 0.3米 | 0.25米                                                                                                   |
| 总质量           | 143 千克 | 143 千克                                                                                                 |
| 发动机推力       | | 118 kN                                                                                                   |
| 燃料质量         | 87 千克 | 87 千克                                                                                                  |
| 燃料类型         | 固体燃料 | 固体燃料                                                                                                 |
| 比冲             | 224秒 | 224秒 (2.20 kN·s/kg)                                                                                     |
| 速度增量         | 60米/秒 | 60米/秒                                                                                                  |

## 大致参数
- 总重量：5682 kg
- 全长：5.0米
- 在轨运行能力：可供在轨14天的能源补给
- 运载火箭：上升11A57
- 运行轨道：163 公里 x 591 公里，倾角64.8°。

## 书目
- Siddiqi, Asif A.  (PDF). US: NASA. 2000  [2023-09-10]. ISBN 1780393016. （原始内容存档 (PDF)于2008-09-16）.